# مارتین نیمولر
فریدریش گوستاف امیل مارتین نیمولر (به آلمانی: Friedrich Gustav Emil Martin Niemöller) (زاده ۱۴ ژانویه ۱۸۹۲ – درگذشته ۶ مارس ۱۹۸۴) کشیش پروتستان ضد نازیسم است که به خاطر مقاومت در برابر هیتلر و گفتار کوتاه شعرگونه‌اش که به اشتباه به برتولت برشت نسبت می‌دهند و مدام دستکاری و کم و زیاد می‌شود، شهرت جهانی دارد.

اول سراغ کمونیست‌ها آمدند،

سکوت کردم چون کمونیست نبودم.

بعد سراغ سوسیالیست‌ها آمدند،

سکوت کردم زیرا سوسیالیست نبودم.

بعد سراغ یهودی‌ها آمدند،

سکوت کردم چون یهودی نبودم.

سراغ خودم که آمدند،

دیگر کسی نبود تا به اعتراض برآید.

شعر مارتین نیمولر را نباید به برتولت برشت (که خودش کمونیست بود)، نسبت داد. توجه کنیم که راوی شعر می‌گوید: زمانی که نازی‌ها کمونیست‌ها را بردند، من سکوت کردم، چون کمونیست نبودم. البته برشت اشعاری با مضمون آنچه مارتین نیمولر نقل کرده، سروده‌است اما، شعر (اول سراغ کمونیستها آمدند…) از او نیست.

## زندگی
مارتین نیمولر در ۱۴ ژانویه ۱۸۹۲ در آلمان به دنیا آمد و در سال ۱۹۸۴ درگذشت. او در سن ۱۸ سالگی وارد نیروی دریایی آلمان شد و چند سال بعد فرماندهی یک زیردریایی را در جنگ اول جهانی بعهده گرفت. بعد از جنگ، به فعالان سیاسی متمایل به حزب نازی (حزب ملی سوسیالیست کارگران آلمان)، پیوست و همراه با فاشیست‌های دست راستی آلمان و گروه ارتجاعی و شبه نظامی «فری کورپز» است که امثال رزا لوکزامبورگ و کارل لیبکنشت را ربودند و کشتند ــ در سرکوب نیروهای مترقی که تحت تأثیر بلشویکها بودند، شرکت داشت.
مارتین نیمولر اگرچه بعدها به دلائل مذهبی مثل دستگیری پروتستان‌ها و دخالت بیش از حد هیتلر در کار کلیسا، با دولت درافتاد و به جرم سوءاستفاده از منبر و محراب، توسط گشتاپو دستگیر و زندانی شد و گرچه به دستور شخص هیتلر، از اردوگاه کار اجباری زاکسنهاوزن به کمپ مخوف داخائو منتقل گشت و رنجها دید اما، در آغاز از هیتلر جانبداری می‌کرد.
در سال ۱۹۳۷ مارتین نیمولر نیز روانه زندان شد، ابتدا قرار بود سر به نیست شود اما، با شفاعت مقامات مذهبی که استدلال می‌کردند آنچه گشتاپو فعالیت مضر می‌نامد، صرفاً وظیفه مذهبی مارتین نیمولر بوده و وی پیش تر جانب هیتلر و حزب نازی را گرفته‌است ـ پیشنهاد گوبلز برای تیرباران نیمولر، خنثی شد و او با توجه به خدمات گذشته اش در نیروی دریایی آلمان و احتمال توبه، برخلاف دوست نزدیکش دیتریش بنهوفر زنده ماند.
مارتین نیمولر تا سال ۱۹۴۵ (که متفقین زندان‌های هیتلر را باز کردند) در بند بود و هشت سال و اندی زندانی کشید. در دوران حبس، یکی از پسرانش در جنگ کشته شد و دومی را هم (که در جبهه شرق شرکت داشت)، ارتش سرخ دستگیر کرد. دخترش هم بر اثر بیماری دیفتری درگذشت.
وقتی از زندان بیرون آمد زیر پایش نشستند تا در یک مصاحبه بگوید مخالفتش با هیتلر دلائل سیاسی نداشته و تنها به خاطر چون و چرا در کار کلیسا بوده‌است. او گفت که خواهان خدمت و بازگشت به نیروی دریایی بوده اما، مقامات کشوری و لشکری موافقت نکرده‌اند.
بعد از این مصاحبه روزنامه‌ها و به ویژه دیلی اکسپرس و دیلی تلگراف که پیشتر وی را سمبل مقاومت در برابر نژادپرستی هیتلر معرفی کرده بودند، سابقه اش در نیروی دریایی، غرق کردن تاجران انگلیسی و، نامه نگاری به هیتلر را برجسته کردند و نوشتند مارتین نیمولر در ۱۹۲۴ هوادار سرسخت نازیها بوده و نفوذی هیتلر است…
مارتین نیمولر از سال ۱۹۳۳ از نازی‌ها بریده بود. او بارها به دیدار خویشتن رفت و خودش را زیر سؤال برد:
نمی‌توانم جواب خدا را بدهم که از سال ۱۹۳۳ تا ۱۹۳۷ که در آلمان زور و ظلمت حاکم بود، کجا بودم و چه می‌کردم. از سال ۱۹۳۷ تا ۱۹۴۵ زندان بودم، اما از سال ۱۹۳۳ تا سال ۱۹۳۷، که صدها نفر به بند کشیده و کشته شدند و خیلی‌ها را سوزاندند، چی؟
مارتین نیمولر بعد از جنگ در پوشش فعالیت‌های مذهبی و امور مربوط به کلیسا به اینجا و آنجا سفر کرد و شرایط دردناک کمپ داخائو، پرتاب کردن کمونیست‌های زندانی از بلندی به قصد کشتن و، آزار دادن یهودیان را برای همه شرح داد و می‌گفت:
درس‌های گذشته را فراموش نکنیم. ما در جنایات حزب نازی، و کشتار بیگناهان مقصریم، همه ما برای هیتلر کف زدیم و هورا کشیدیم… درآغاز هیتلر اینگونه نبود، ما بودیم که ساعت‌ها برایش کف زدیم، هورا کشیدیم و گفته‌هایش را همسنگ کلام پطرس و یوحنا گرفتیم. اگر هیتلر دیکتاتور شد و حتی کشیش‌ها را به کمپ هولناک داخائو فرستاد و تیرباران کرد، تقصیر ما است… ما چیزهایی را پذیرفتیم که ۵ سال پیشترش ابداً نمی‌پذیرفتیم و حتی یک سال پیشتر زیر بارش نمی‌رفتیم و در مخیله امان هم نمی‌گنجید که هیتلر عوض می‌شود و به روی ما تیغ می‌کشد. ما مقصریم چون به بی حرمتی نسبت به خودمان خو کردیم…
اینکه برخلاف اعتقادات اولیه مارتین نیمولر، وی با کمونیست‌ها و یهودیان همدردی می‌کند، از ثمرات زندان و درک حضور دیگران است. سال ۱۹۵۶ مارتین نیمولر در نامه‌ای به «دکتر آلفرد وینر» تأثیرات زندان را در خودش یادآور شد و گفت:
من ابتدا یهودستیز بودم و به صلیب کشیده شدن مسیح را هم زیر سر آنان می‌دیدم اما، آنان نیز قربانی ستم هیتلر بودند و این واقعیت را نباید با پرده تعصب و جهل پوشاند…
مارتین نیمولز به شوروی آنزمان هم رفت و در بازگشت گفت:
نمی‌توانم کمونیسم را بپذیرم اما اعتراف می‌کنم که ایده کمونیست‌ها با ما که غرق مادیات هستیم، به کلی متفاوت است. راست است، ریشه بسیاری از نابسامانی‌ها به پول و تبعیض مربوط است… نگاه کلیسا به کمونیست‌ها باید نگاهی انسانی باشد… این بهانه که جنگ با بلشویک‌ها ضروری است چون خدمت به کلیسا و مسیحیت می‌کند، پوچ است و، جنگ و برادرکشی باید متوقف شود…
وقت و بی‌وقت به جنگ سرد و مسابقه تسلیحاتی دولت‌های بزرگ بند می‌کرد. در واکنش به بمباران هیروشیما و ناکازاکی توسط آمریکا، به ترومن که وی را قاتل بزرگ لقب داده بود، به سختی می‌تاخت.
وقتی از فیزیکدان آلمانی، اوتو هان که با بمباران اورانیوم به‌وسیلهٔ نوترون، عنصر باریوم را به‌دست آورده بود شنید: «سلاح اتمی می‌تواند از پس نابودی حیات به معنی واقعی کلمه، برآید و کره زمین را به تمامی، نیست و نابود کند» ــ شوکه شد. از آن پس آرام و قرار نداشت و دائم می‌پرسید بشر دارد به کجا می‌رود؟
برای جلوگیری از جنگ به هر دری می‌زد. جایزه صلح لنین را در سال ۱۹۶۷ و جایزه Grand Cross of Merit را در سال ۱۹۷۱ به همین خاطر گرفت.

## سرودهٔ معروف
بیش از تلاشهای حقوق بشری و صلح طلبانه نیمولر، آنچه وی را بر سر زبان‌ها انداخته گفتار شعرگونه‌ای است که بگیر ببند حکومتهای زورگو و نیز، دیکتاتور پذیری و بی تفاوتی آدمی را به تصویر می‌کشد. این شعر که متأسفانه دستکاری شده و هر کس هرجور میلش کشیده، کم و زیاد کرده، در زبان اصلی این است:
Als die Nazis die Kommunisten holten,

habe ich geschwiegen; ich war ja kein Kommunist..

Als sie die Gewerkschafter holten,

habe ich geschwiegen; ich war ja kein Gewerkschafter.

Als sie die Juden holten,

habe ich geschwiegen; ich war ja kein Jude.

Als sie mich holten, gab es keinen mehr, der protestieren konnte
دیمتری اشمیت و جیمز بنتلی که بیوگرافی مارتین نیمولر را نوشته‌اند، به شعر مزبور هیچ اشاره‌ای نکرده‌اند که عجیب می‌نماید. طبق گفته همسر دوم نیمولر، خانم سیبل فون سل، تاریخ شعر به سال ۱۹۴۶ برمی گردد که گویا در جمع دانشجویان یکی از شوهرش می‌پرسد اوضاع و احوال زندان چطور بود و چه اتفاقاتی افتاد؟ و در پاسخ، نیمولر آن شعر را می‌خواند.
First they came for the Communists, but I was not a Communist so I said nothing. Then came the trade unionists but I was not a trade unionist. And then the came for the Jews but I was not a Jew - so I did little. Then when they came for me there was no one who could stand up for me

قابل ذکر است که داستان پرسش دانشجویان و پاسخ نیمولر با شعر، بعد از درگذشت او عنوان شده و در نوشته‌های وی و، به‌خصوص در کتابی که خودش دربارهٔ زندگی اش نوشته:
Niemöller, Martin: Mit Selbstzeugnissen und Bilddokumenten
یا در مصاحبه اش با Klaus Figge و Henning Röhl اثری از آن نیست.
از ظاهر داستان چنین برمی آید که گویا همسر دوم نیمولر در آن جمع دانشجویی حضور داشته که نقل قول می‌کند اما سال ۱۹۴۶ وی کودک بوده و همسر نخست نیمولر ال سه (که سال ۱۹۶۱ در تصادف اتومبیل کشته شد)، هم، چنین ادعایی نکرده‌است.
البته یک مورخ آمریکایی هارولد مارکوس که در مورد نازیسم مقالات تخصصی دارد، تأکید می‌کند که شعر مورد بحث در سال ۱۹۴۶ (یعنی بعد از زندان) سروده شده‌است.
میلتون مایر شعر مارتین نیمولر را سال ۱۹۵۵ در کتاب:
They Thought They Were Free (Chicago: Univ. of Chicago Press, 1955, 1966), p. ۱۶۸
با کمی تغییر چاپ کرد.
فعالان اجتماعی شعر نیمولر را در آمریکا منتشر کردند و همان موقع هم گفته شد اصل شعر در دسترس نیست و نیمولر خودش روایت‌های گوناگونی ارائه داده‌است…

## دستکاری شعر
موزه هولوکاست در ایالات متحده، شعر نیمولر را انتشار داده و از آن تابلو ساخته، اما در اصل شعر دست برده‌است. نه تنها کلمه یهودیان را به اول شعر آورده، همانند مجله تایم کلمه کمونیست‌ها را هم حذف کرده‌است .ال گور هم، وقتی در سال ۱۹۹۲ برای جمهوریخواهان شعر نیمولر را می‌خوانَد، عمداً اتحادیه‌های کارگری را قلم می‌گیرد.
Richard John Neuhaus در مقاله «قبل و بعد از ۱۱ سپتامبر» که نوامبر سال ۲۰۰۱ در ماهنامه First Things درج شده به گفتگویی با نیمولر اشاره دارد که وی گفته ترتیب درست آن شعر یادم نیست، ولی ترجیح می‌دهم کلمات کمونیستها، اتحادیه‌های کارگری، یهودیان و…، پشت سرهم بیاید.
شعر نیمولر به چکامه کودکانه یا بزرگان جلاد، اثر Maurice Ogden شباهت دارد و از مضمون واحدی حرف می‌زند. دژخیمی به میان مردم می‌آید و جلوی چشم همه، چوبه دارش را برپا می‌کند. دژخیم مردم را یکی یکی به بالای دار می‌فرستد. هرکس به دیگری می‌نگرد و واکنشی صورت نمی‌گیرد. همه (جز راوی قصه) حلق آویز می‌شوند. دژخیم راوی را مخاطب قرار می‌دهد و می‌گوید: چوبه دار را نه من، آن جماعت ساکت برپا کردند.